# Ламбертвил (Мичиген)
Ламбертвил (енгл. Lambertville) насељено је место без административног статуса у америчкој савезној држави Мичиген.

## Демографија
По попису из 2010. године број становника је 9.953, што је 654 (7,0%) становника више него 2000. године.
| Група             | 2000.         | 2010.         |
| Белци             | 8.994 (96,7%) | 9.499 (95,4%) |
| Афроамериканци    | 31 (0,3%)     | 39 (0,4%)     |
| Азијати           | 53 (0,6%)     | 86 (0,9%)     |
| Хиспаноамериканци | 157 (1,7%)    | 224 (2,3%)    |
| Укупно            | 9.299         | 9.953         |